# ديفيد تاكر
ديفيد تاكر (بالإنجليزية: David Tucker)‏ هو شاعر أمريكي، ولد في 1 سبتمبر 1947.